# Alfredo Arce Carpio
Alfredo Arce Carpio (La Paz, Bolivia; 19 de marzo de 1941 - 9 de febrero de 2001) fue un político, jurista e intelectual boliviano. Estudió derecho en la Universidad Mayor de San Andrés. 
Desde muy joven se destacó como jurista, llegando a ser Fiscal de Materia en lo Civil y Juez de Instrucción en lo Civil. En el campo de la política ocupó diversas carteras en el primer gobierno de Hugo Banzer Suárez llegando se ser Ministro Secretario de la Presidencia, Ministro de Gobierno, Justicia e Inmigración y Ministro Sin Cartera. Asimismo, fue Asesor General de la Presidencia de la República de Bolivia y Diputado Nacional.

## Biografía
Nació el 19 de marzo de 1941 en la ciudad de La Paz, Bolivia. Hizo sus estudios primarios y secundarios en su ciudad natal. Continuó con sus estudios superiores, ingresando a la carrera de derecho de la [Universidad Mayor de San Andrés (UMSA).
Multifacético y controvertido, desde muy joven se destacó en el campo político convirtiéndose en uno de los principales ejes de articulación para la creación del Frente Popular Nacionalista, logrando el entendimiento de los dos principales partidos políticos Movimiento Nacionalista Revolucionario y la Falange Socialista Boliviana, hasta entonces fuertemente enemistados.

## Vida política

### Cargos del poder Ejecutivo
- Ministro Secretario de la Presidencia de la República
- Ministro del Gobierno, Justicia e Inmigración.
- Ministro de Estado sin Cartera.
- Ministro a.i. de Hacienda, Asuntos Campesinos, Vivienda, Salud y Planificación.
- Asesor General de la Presidencia de la República.
- Enviado especial de la Presidencia de la República ante los Gobiernos de Brasil, Argentina, Chile y Venezuela.
- Asesor político de la Presidencia de la República.

### Cargos del poder Legislativo
- Diputado nacional.
- Presidente de la Comisión de Energía e Hidrocarburos de la Cámara de Diputados (durante cuatro años).
- Asesor de la 1.ª Vicepresidencia de la Cámara de Senadores.
- Asesor de la Comisión de Desarrollo Económico e Infraestructura de la Cámara de Senadores.

## Judicatura
- Secretario de la Fiscalía de Distrito en lo Penal.
- Fiscal en materia Civil.
- Juez de Instrucción en lo Civil.

## Periodista
- Redactor del Periódico Presencia de la ciudad de La Paz.
- Presidente del Directorio del periódico Hoy.
- Columnista de los periódicos Hoy y Última Hora.
- Presidente del Directorio de Radio Méndez de la ciudad de La Paz.
- Presidente del Directorio de la Empresa Nacional de Televisión (Canal 7)